# Mistrzostwa Polski Seniorów w Lekkoatletyce 1938
19. Mistrzostwa Polski Seniorów w Lekkoatletyce – zawody, które rozgrywane były w Warszawie na Stadionie Wojska Polskiego w dniach 23–24 lipca 1938 roku (mężczyźni). 17. mistrzostwa kobiet odbyły się w Grudziądzu na Stadionie Miejskim w dniach 30–31 lipca.

## Rezultaty
| NR – rekord Polski \| NL – najlepszy wynik w Polsce w sezonie \| SB – najlepszy wynik w sezonie \| PB – rekord życiowy |

### Mężczyźni
| Konkurencja:               | 1. miejsce                                                                        | Rezultat | 2. miejsce                                                                              | Rezultat | 3. miejsce                                                                                  | Rezultat |
| Bieg na 100 m              | Bernard Zasłona Sparta Białystok                                                  | 10,8     | Roman Sienicki AZS Lwów                                                                 | 10,9     | Edward Trojanowski AZS Warszawa                                                             | 11,0     |
| Bieg na 200 m              | Bernard Zasłona Sparta Białystok                                                  | 22,0     | Grzegorz Dunecki Pomorzanin Toruń                                                       | 22,5     | Roman Sienicki AZS Lwów                                                                     | 22,6     |
| Bieg na 400 m              | Wacław Gąssowski Orlęta Dęblin                                                    | 49,4     | Tadeusz Śliwak Syrena Warszawa                                                          | 50,6     | Kazimierz Drozdowski Pogoń Katowice                                                         | 51,0     |
| Bieg na 800 m              | Jan Staniszewski Syrena Warszawa                                                  | 1:56,0   | Wacław Soldan Cracovia                                                                  | 1:57,8   | Józef Żylewicz Ognisko Wilno                                                                | 1:57,8   |
| Bieg na 1500 m             | Jan Staniszewski Syrena Warszawa                                                  | 4:02,4   | Józef Kurpesa ŁKS Łódź                                                                  | 4:04,0   | Tadeusz Świniarski HCP Poznań                                                               | 4:07,4   |
| Bieg na 5000 m             | Józef Noji Syrena Warszawa                                                        | 14:52,6  | Janusz Kusociński Warszawianka                                                          | 14:56,2  | Wacław Soldan Cracovia                                                                      | 15:01,8  |
| Bieg na 10 000 m           | Jan Marynowski Warszawianka                                                       | 32:16,0  | Czesław Wirkus Warszawianka                                                             | 31:26,0  | Alfons Płotkowiak Warta Poznań                                                              | 32:32,0  |
| Bieg na 110 m przez płotki | Stanisław Sulikowski AZS Warszawa                                                 | 15,2     | Mieczysław Haspel AZS Lwów                                                              | 15,6     | [ a ]                                                                                       |          |
| Bieg na 400 m przez płotki | Antoni Maszewski Polonia Warszawa                                                 | 56,7     | Aleksander Jurkowski Polonia Warszawa                                                   | 58,3     | Roman Kaszta Pogoń Katowice                                                                 | 1:01,0   |
| Sztafeta 4 × 100 m         | Orlęta Dęblin Mirosław Nowak Józef Janik Marian Olszyna Wacław Gąssowski          | 44,1     | AZS Poznań Tadeusz Górzyński Józef Sokołowski Jan Tęsiorowski Marian Hoffmann           | 44,8     | AZS Lwów Jerzy Bochniewicz Henryk Krzanowski Mieczysław Haspel Roman Sienicki               | 44,8     |
| Sztafeta 4 × 400 m         | AZS Warszawa Jerzy Koźlicki Jerzy Metelski Kazimierz Bechner Stanisław Sulikowski | 3:25,8   | Orlęta Dęblin Mirosław Nowak Tadeusz Martusiewicz Władysław Makarewicz Wacław Gąssowski | 3:26,4   | Pogoń Lwów Antoni Zatwarnicki Kazimierz Kucharski Antoni Bielański Włodzimierz Korzeniowski | 3:27,8   |
| Skok wzwyż                 | Karol Hoffmann AZS Poznań                                                         | 1,85     | Szczepan Kalinowski WKS Grudziądz                                                       | 1,85     | Karol Reisske Stadion Chorzów                                                               | 1,80     |
| Skok o tyczce              | Wilhelm Schneider Pogoń Katowice                                                  | 4,00     | Walerian Mucha Sokół Czeladź                                                            | 3,90     | Władysław Klemczak AZS Poznań                                                               | 3,80     |
| Skok w dal                 | Karol Hoffmann AZS Poznań                                                         | 7,22d    | Marian Hoffmann AZS Poznań                                                              | 7,15d    | Tadeusz Górzyński AZS Poznań                                                                | 6,84     |
| Trójskok                   | Karol Hoffmann AZS Poznań                                                         | 14,29    | Marian Hoffmann AZS Poznań                                                              | 14,27    | Edward Luckhaus Polonia Warszawa                                                            | 14,22    |
| Pchnięcie kulą             | Witold Gerutto Warszawianka                                                       | 14,93    | Leonid Fiedoruk Warszawianka                                                            | 14,46    | Henryk Praski Strzelec Katowice                                                             | 14,22    |
| Rzut dyskiem               | Leonid Fiedoruk Warszawianka                                                      | 44,51    | Witold Gerutto Warszawianka                                                             | 42,95    | Henryk Praski Strzelec Katowice                                                             | 42,07    |
| Rzut młotem                | Antoni Węglarczyk Sokół Chorzów                                                   | 44,31    | Jerzy Kordas Sokół Bydgoszcz                                                            | 43,30    | Witold Gerutto Warszawianka                                                                 | 41,15    |
| Rzut oszczepem             | Witold Gerutto Warszawianka                                                       | 57,12    | Franciszek Mikrut Sokół Bydgoszcz                                                       | 56,93    | Medard Gburczyk Warszawianka                                                                | 55,43    |

### Kobiety
| Konkurencja:              | 1. miejsce                                                                             | Rezultat | 2. miejsce                                | Rezultat | 3. miejsce                                                                        | Rezultat |
| Bieg na 60 m              | Stanisława Walasiewicz Warszawianka                                                    | 7,5      | Barbara Książkiewicz Pomorzanin Toruń     | 7,8      | Jadwiga Gawrońska Sokół Grudziądz                                                 | 8,4      |
| Bieg na 100 m             | Stanisława Walasiewicz Warszawianka                                                    | 11,8     | Otylia Kałuża Stadion Chorzów             | 12,5     | Barbara Książkiewicz Pomorzanin Toruń                                             | 12,7     |
| Bieg na 200 m             | Stanisława Walasiewicz Warszawianka                                                    | 24,1     | Otylia Kałuża Stadion Chorzów             | 26,9     | Jadwiga Gawrońska Sokół Grudziądz                                                 | 27,7     |
| Bieg na 800 m             | Gertruda Iwczok Stadion Chorzów                                                        | 2:28,1   | Bella Hornstein Hasmonea Lwów             | 2:28,5   | Halina Zborowska Polonia Warszawa                                                 | 2:36,4   |
| Bieg na 80 m przez płotki | Stanisława Walasiewicz Warszawianka                                                    | 12,9     | Franciszka Romanowska Ciszewski Bydgoszcz | 13,2     | Małgorzata Felska Sokół Grudziądz                                                 | 13,3     |
| Sztafeta 4 × 100 m        | IKP Łódź Henryka Słomczewska Walentyna Majchrzak Jadwiga Głażewska Aleksandra Kamińska | 54,1     | Pomorzanin Toruń ?? Barbara Książkiewicz  | 54,3     | Warszawianka ?? Stanisława Walasiewicz                                            | 54,7     |
| Sztafeta 4 × 200 m        | Stadion Chorzów Gertruda Iwczok Amalia Dubiel Magdalena Gniełka Otylia Kałuża          | 1:51,3   | Warszawianka ?? Stanisława Walasiewicz    | 1:53,5   | Sokół Grudziądz Jadwiga Gawrońska Łucja Tolkmit Urszula Brendel Małgorzata Felska | 1:53,8   |
| Skok wzwyż                | Leokadia Wiśniewska Pomorzanin Toruń                                                   | 1,43     | Maria Chełmicka Polonia Warszawa          | 1,35     | Wohlgetan AZS Poznań                                                              | 1,35     |
| Skok w dal                | Stanisława Walasiewicz Warszawianka                                                    | 5,71     | Henryka Słomczewska IKP Łódź              | 5,32     | Aleksandra Kamińska IKP Łódź                                                      | 4,92     |
| Skok w dal z miejsca      | Stanisława Walasiewicz Warszawianka                                                    | 2,605    | Zofia Starzyk Warszawianka                | 2,39     | Waltruda Krüger KPW Poznań                                                        | 2,33     |
| Pchnięcie kulą            | Wanda Flakowicz Warszawianka                                                           | 13,01    | Marianna Skrzypnik Pomorzanin Toruń       | 10,95    | Waltruda Krüger KPW Poznań                                                        | 10,26    |
| Rzut dyskiem              | Klara Gackowska Sokół Grudziądz                                                        | 35,17    | Genowefa Cejzik Strzelec Katowice         | 35,07    | Irena Dobrzańska Stadion Chorzów                                                  | 34,27    |
| Rzut oszczepem            | Stanisława Walasiewicz Warszawianka                                                    | 36,30    | Helena Balcerek Polonia Warszawa          | 35,80    | Dutka Warszawianka                                                                | 29,76    |

## Bieg przełajowy
15. mistrzostwa w biegu przełajowym mężczyzn zostały rozegrane 10 kwietnia w Łucku. Trasa wyniosła 10 kilometrów. Nie rozegrano mistrzostw kobiet w tej konkurencji.
| Konkurencja:            | 1. miejsce                 | Rezultat | 2. miejsce                 | Rezultat | 3. miejsce                | Rezultat |
| Bieg przełajowy (10 km) | Józef Noji Syrena Warszawa | 33:52,1  | Józef Flis Strzelec Lublin | 34:21,5  | Kazimierz Fiałka Cracovia | 34:31,5  |

## Dziesięciobój
Mistrzostwa w dziesięcioboju mężczyzn miały się odbyć 27 i 28 sierpnia w Poznaniu, ale nie zostały rozegrane, ponieważ zgłosił się tylko jeden zawodnik.

## Biegi sztafetowe
Mistrzostwa Polski mężczyzn w sztafecie olimpijskiej 800+400+200+100 metrów i sztafecie 3 × 1000 metrów rozegrano 28 sierpnia w Poznaniu, a w sztafecie 4 × 200 metrów i w sztafecie szwedzkiej 400+300+200+100 metrów 25 września w Krakowie. Mistrzostwa kobiet w sztafecie szwedzkiej 200+100+80+60 metrów i w sztafecie olimpijskiej 100=100+200+800 metrów odbyły się 28 sierpnia w Łodzi.

### Mężczyźni
| Konkurencja:               | 1. miejsce                                                                     | Rezultat | 2. miejsce                                                                                | Rezultat | 3. miejsce                                                                            | Rezultat |
| Sztafeta 4 × 200 m         | Orlęta Dęblin Mirosław Nowak Marian Olszyna Józef Janik Wacław Gąssowski       | 1:32,9   | AZS Warszawa Edward Trojanowski Stanisław Sulikowski Kazimierz Bechner Jerzy Koźlicki     | 1:33,3   | Polonia Warszawa                                                                      | 1:34,8   |
| Sztafeta 400+300+200+100 m | Orlęta Dęblin Marian Olszyna Józef Janik Władysław Makarewicz Wacław Gąssowski | 2:03,3   | Polonia Warszawa Winand Osiński Kazimierz Ładnowski Zygmunt Zabierzowski Antoni Maszewski | 2:04,2   | AZS Warszawa Kazimierz Bechner Jerzy Koźlicki Edward Trojanowski Stanisław Sulikowski | 2:04,4   |
| Sztafeta 800+400+200+100 m | Orlęta Dęblin Marian Olszyna Józef Janik Mirosław Nowak Wacław Gąssowski       | 3:23,8   | Warszawianka                                                                              |          | AZS Poznań Tadeusz Popek Józef Sokołowski Stefan Kubicki Marian Benkowski             | 3:47,9   |
| Sztafeta 3 × 1000 m        | Polonia Warszawa Kazimierz Herman Winand Osiński Wacław Winiecki               | 7:53,0   | Cracovia Stanisław Kozłowski Kazimierz Jurczyk Wacław Soldan                              | 7:57,4   | Orlęta Dęblin Wacław Markusiewicz Wacław Górecki Wacław Gąssowski                     | 8:06,0   |

### Kobiety
| Konkurencja:               | 1. miejsce                                                                    | Rezultat | 2. miejsce   | Rezultat | 3. miejsce       | Rezultat |
| Sztafeta 200+100+80+60 m   | Stadion Chorzów Otylia Kałuża Amalia Dubiel Magdalena Gniełka Urszula Ziółek  | 1:00,4   | Warszawianka | 1:00,5   | IKP Łódź         | 1:01,2   |
| Sztafeta 100+100+200+800 m | Stadion Chorzów Gertruda Iwczok Otylia Kałuża Amalia Dubiel Magdalena Gniełka | 3:31,8   | IKP Łódź     | 3:38,0   | Zjednoczeni Łódź | 3:43,0   |

## Chód na 10 km
Mistrzostwa Polski w chodzie na 10 kilometrów mężczyzn zostały rozegrane 28 sierpnia w Poznaniu.
| Konkurencja:  | 1. miejsce                     | Rezultat | 2. miejsce                   | Rezultat  | 3. miejsce | Rezultat |
| Chód na 10 km | Brunon Czech Strzelec Katowice | 53:17,8  | Wacław Piaskowski HCP Poznań | 1:04:02,0 | [ d ]      |          |

## Pięciobój
Mistrzostwa w pięcioboju kobiet odbyły się 28 sierpnia w Łodzi. W skład pięcioboju wchodziły: bieg na 100 metrów, skok w dal, pchnięcie kulą, skok wzwyż i rzut oszczepem. Mistrzostwa mężczyzn w tej konkurencji nie zostały rozegrane.
| Konkurencja: | 1. miejsce                          | Rezultat | 2. miejsce                   | Rezultat | 3. miejsce                   | Rezultat |
| Pięciobój    | Stanisława Walasiewicz Warszawianka | 341 pkt. | Wanda Flakowicz Warszawianka | 256 pkt. | Henryka Słomczewska IKP Łódź | 205 pkt. |

## Bieg na 3000 m z przeszkodami
Mistrzostwa Polski w biegu na 3000 metrów z przeszkodami mężczyzn zostały rozegrane 15 września w Krakowie.
| Konkurencja:                  | 1. miejsce             | Rezultat | 2. miejsce                        | Rezultat | 3. miejsce                      | Rezultat |
| Bieg na 3000 m z przeszkodami | Wacław Soldan Cracovia | 9:59,7   | Kazimierz Herman Polonia Warszawa | 10:14,4  | Winand Osiński Polonia Warszawa | 10:50,6  |

## Chód na 50 km
Mistrzostwa Polski w chodzie na 50 kilometrów mężczyzn zostały rozegrane 25 września w Krakowie.
| Konkurencja:  | 1. miejsce                              | Rezultat  | 2. miejsce                         | Rezultat  | 3. miejsce                      | Rezultat  |
| Chód na 50 km | Marian Śliwiński Strzelec Ostrowiec Św. | 5:30:29,2 | Henryk Możdżyński Polonia Warszawa | 5:34:37,0 | Władysław Grechuta Flota Gdynia | 5:37:57,5 |

## Maraton
Mistrzostwa Polski w biegu maratońskim mężczyzn zostały rozegrane 10 października w Poznaniu.
| Konkurencja: | 1. miejsce                  | Rezultat  | 2. miejsce                     | Rezultat  | 3. miejsce                     | Rezultat  |
| Maraton      | Jan Marynowski Warszawianka | 2:50:29,2 | Bronisław Kosicki Sokół Poznań | 3:12:01,8 | Stanisław Głuszcz PZL Warszawa | 3:16:46,8 |